# Leucanopsis dogniniana
Leucanopsis dogniniana là một loài bướm đêm thuộc phân họ Arctiinae, họ Erebidae.